# Chiesa di Santa Maria Assunta (Berbenno di Valtellina)
La chiesa di Santa Maria Assunta è la parrocchiale di Berbenno di Valtellina, in provincia di Sondrio e diocesi di Como; fa parte del vicariato di Sondrio.

## Storia
La prima chiesa di Berbenno dedicata alla Madonna fu devastata dalle truppe milanesi all'inizio del XII secolo e riedificata in un luogo protetto dal castello di Roccascissa. Questo edificio venne completamente rifatto tra il 1595 ed il 1620 e consacrato il 1º luglio 1624. Nel 1722 iniziò la costruzione del campanile, che però fu interrotta già nel 1724 a causa della morte del parroco; i lavori vennero ripresi appena nel 1745 e terminarono nel 1764. Nel 1766 la parrocchialità fu trasferita dell'antica pieve di San Pietro presso questa chiesetta. L'attuale parrocchiale venne edificata per volere dell'allora parroco don Antonio Parravicini tra il 1780 ed il 1791, su progetto di Girolamo Galetti di San Fedele Intelvi. Di un altro invelvese, Giulio Noli di Castiglione, è invece il coro. La consacrazione fu impartita il 26 giugno 1831 dal vescovo di Como Giambattista Castelnuovo. Il campanile venne restaurato nel 2009 e, nel 2017, anche la chiesa subì un intervento di ristrutturazione.